# The Open Championship 1861
The Open Championship 1861 var en golfturnering afholdt af og i Prestwick Golf Club i Ayrshire, Skotland. Den var den anden udgave af The Open Championship, og i modsætning til den første udgave året før var turneringen ikke kun åben for professionelle spillere. For første gang deltog derfor otte amatører sammen med ni professionelle spillere. Turneringen blev vundet af greenkeeperen i Prestwick, Tom Morris, Sr., fire slag foran den forsvarende mester, Willie Park, Sr., og dermed sikrede han sin første af fire sejre i The Open Championship.
Mesterskabet var en slagspilsturnering over tre runder på Prestwick Golf Clubs 12-hullersbane. Den forsvarende mester, Willie Park, og Tom Morris delte førstepladsen efter første runde på 54 slag. Efter anden runde havde Park overtaget føringen med to slag efter en runde i 54 slag, mens Morris gik runden i 56 slag. Park måtte imidlertid bruge hele 59 slag på tredje runde, og så kunne Morris sikre sig sejren efter en tredje runde i 53 slag. 
Der var ingen pengepræmier. Vinderen fik som præmie overrakt "the Challenge Belt", som han fik lov til at bære i et år.

## Resultater
| Plac. | Spillere                 | Score (slag) | Score (slag) | Score (slag) | Score (slag) |
| Plac. | Spillere                 | 1.runde      | 2.runde      | 3.runde      | Total        |
| ----- | ------------------------ | ------------ | ------------ | ------------ | ------------ |
| 1.    | Tom Morris, Sr.          | 54           | 56           | 53           | 163          |
| 2.    | Willie Park, Sr.         | 54           | 54           | 59           | 167          |
| 3.    | William Dow              | 59           | 58           | 54           | 171          |
| 4.    | David Park               | 58           | 57           | 57           | 172          |
| 5.    | Robert Andrew            | 58           | 61           | 56           | 175          |
| 6.    | Peter McEwan, Sr.        | 56           | 60           | 62           | 178          |
| 7.    | Willie Dunn, Sr.         | 61           | 59           | 60           | 180          |
| 8.    | James O. Fairlie (a)     |              |              |              | 184          |
| 9.    | George Brown             | 60           | 65           | 60           | 185          |
| 10.   | Robert Chambers, Jr. (a) |              |              |              | 187          |
| 11.   | James Dunn               | 63           | 62           | 63           | 188          |
| 12.   | Charlie Hunter           | 67           | 64           | 59           | 190          |
| ?     | H.M. Buskin (a)          |              |              |              |              |
| ?     | R. Clark (a)             |              |              |              |              |
| ?     | Capt. Hay (a)            |              |              |              |              |
| ?     | R. Hay (a)               |              |              |              |              |
| ?     | John Stewart (a)         |              |              |              |              |
| ?     | A. Wauchope (a)          |              |              |              |              |